# Teoria złożeń

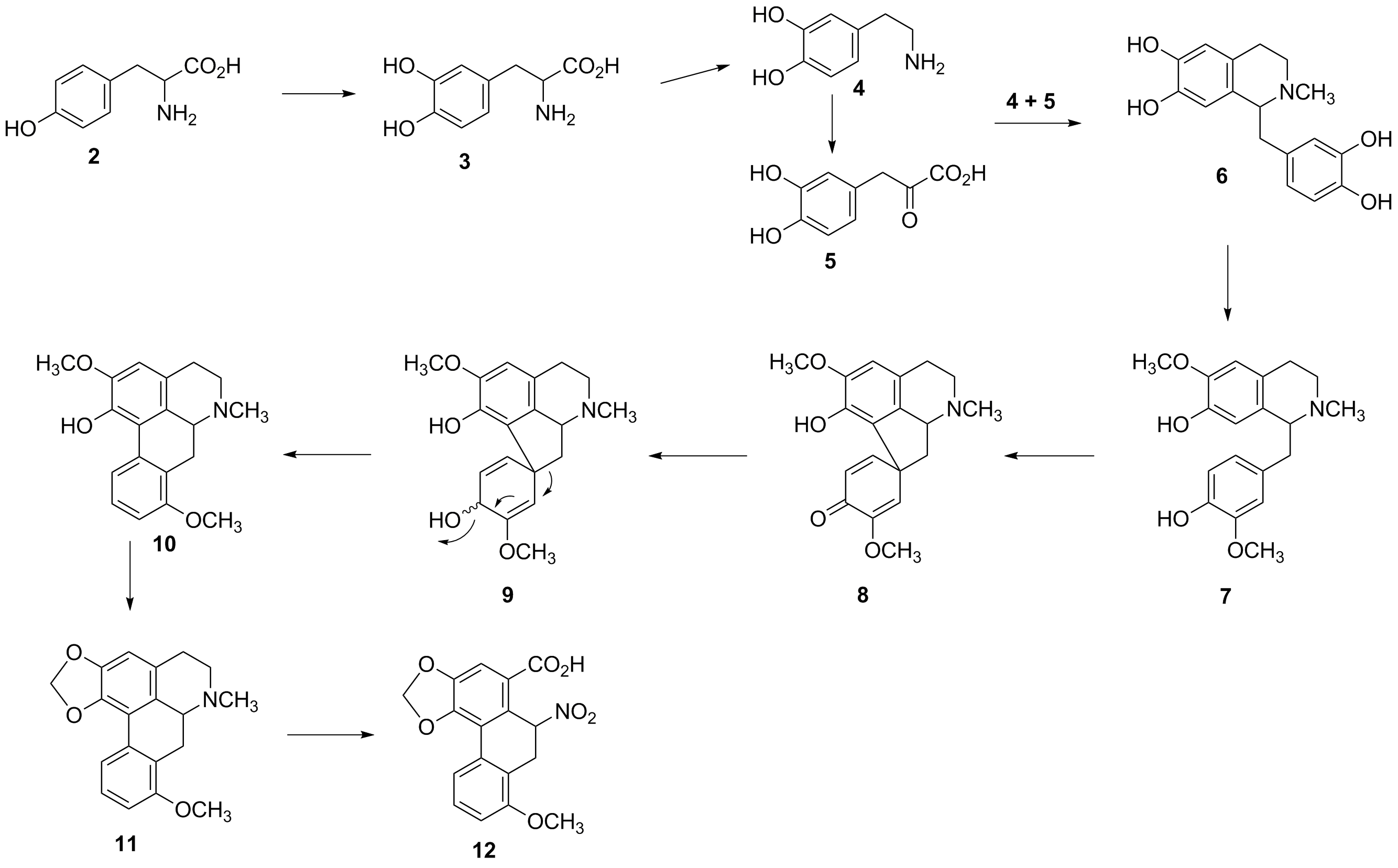
Synteza kwasu arystolochowego. Synteza złożonych związków chemicznych wymaga wielu kroków. Im więcej kroków potrzeba do syntezy danego związku, tym większe jest prawdopodobieństwo, że w jego tworzeniu miał miejsce proces selekcji (w tym selekcji biologicznej lub technologicznej).

Teoria złożeń (ang. assembly theory) charakteryzuje złożoność obiektu definiowanego nie jako zbiór cząstek w przestrzeni lecz na podstawie historii jego złożenia. W zastosowaniu do złożoności związków chemicznych jest to pierwsza technika możliwa do zweryfikowania eksperymentalnie, w przeciwieństwie do innych algorytmów, w przypadku których brakuje możliwości eksperymentalnej weryfikacji.
Teoria złożeń została opracowana w 2017 roku przez zespół, kierowany przez chemika Leroya Cronina na Uniwersytecie w Glasgow.
W teorii złożeń obiekty definiowane są nie jako zbiory cząstek w przestrzeni, lecz na podstawie możliwych historii ich powstawania.
Aby obliczyć stopień złożoności obiektu, dzieli się go rekurencyjnie na części składowe, przy czym „przestrzeń złożeniowa” (ang. assembly space) tego obiektu definiuje się jako ścieżkę, za pomocą której można złożyć dany obiekt z części elementarnych.
„Indeks złożeniowy” (ang. assembly index) definiuje się jako najmniejszą liczbę kroków koniecznych do złożenia obiektu z części elementarnych i obiektów, które mogły istnieć w jego przeszłości, a przez to znalazły się w puli złożeniowej (ang. assembly pool).
W przypadku takiej najkrótszej ścieżki przestrzeń złożeniowa odpowiada minimalnej pamięci, czyli minimalnej liczbie operacji niezbędnych do złożenia danego obiektu.
Niezależnie od liczby części elementarnych, minimalny indeks złożeniowy obiektu składającego się z {\displaystyle n} takich części jest zadany najkrótszym łańcuchem dodawania dla {\displaystyle n} (sekwencja OEIS A003313).
"Przestrzeń złożeniową" (ang. assembly space)  można zdefiniować jako acykliczny graf skierowany ciągów, gdzie wszystkie ciągi o długości jednostkowej (części elementarne) są niedostępnymi wierzchołkami źródłowymi, a pozostałe ciągi są wierzchołkami o stopniu wchodzącym równym dwa, odpowiadającymi krokom złożeniowym.
W takiej definicji, unikalność każdego wierzchołka jest wystarczającym kryterium do wprowadzenia pojęcia puli złożeniowej: ciągów obecnych w przestrzeni złożeniowej nie można złożyć ponownie, być może innymi ścieżkami złożeniowymi, ponieważ nie byłyby one unikalne.
Złożenie (ang. assembly) 
{\displaystyle A=\mathop {\sum } \limits _{k=1}^{N}{e}^{{a}_{k}}\left({\frac {n_{k}-1}{N_{\text{T}}}}\right)},
definiuje się jako całkowitą selekcję (zastosowaną przez jakiś mechanizm oparty na informacji, np. selekcję biologiczną bądź technologiczną) niezbędną do wytworzenia zespołu zawierającego {\displaystyle N_{\text{T}}} obiektów, z których {\displaystyle N} to obiekty unikalne, gdzie obiekty typu {\displaystyle k=\{1,2,\dots ,N\}} występują {\displaystyle n_{k}} razy i mają indeks złożeniowy {\displaystyle a_{k}}.
Na przykład ciąg „abrakadabra” zawiera pięć unikalnych liter (a, b, k, d i r) i ma długość jedenastu liter. Można je złożyć z jego składników jako a + b --> ab + r --> abr + a --> abra + k --> abrak + a --> abraka + d --> abrakad + abra --> abrakadabra, co wymaga siedmiu kroków ponieważ „abra” została złożona już na wcześniejszym etapie. Podobny ciąg „abrakadrbaa” o tej samej długości nie ma powtórzeń, więc jego indeks złożeniowy wynosi dziesięć.
Przykładowo dwa ciągi binarne {\displaystyle C=[01010101]} oraz {\displaystyle D=[00010111]} mają taką samą długość {\displaystyle N=8} bitów i taką samą entropię {\displaystyle H(C)=H(D)=\log _{2}(2)=1}. Jednak indeks złożeniowy ciągu {\displaystyle C} wynosi {\displaystyle a(C)=3} ((1.) złóż "01" umieszczając je w puli złożeniowej, (2.) połącz "01" z "01" z puli złożeniowej, umieszczając "0101" w puli złożeniowej, i (3.) połącz "0101" złożone w drugim kroku z "0101" pobranym z puli złożeniowej.), podczas gdy indeks złożeniowy ciągu {\displaystyle D} wynosi {\displaystyle a(D)=6}, ponieważ jedynie "01" może być wykorzystane ponownie z puli złożeniowej.